# Му-и-Рана
Му-и-Ра́на (норв. Mo i Rana) — город в коммуне Рана, фюльке Нурланн в Норвегии, расположен южнее северного полярного круга в регионе Хельгеланд. Город называется Му-и-Рана (Му в Ране) для различия его от других мест, названых Му — в частности город Мушёэн, также расположенный в Хельгеланде, хотя локально город обычно называют просто Му. Почтовый адрес Му был изменён на Му-и-Рана в 1999 году. 1 января 2009 года население города составляло 17 894 жителя, и город являлся крупнейшим (по населению) в Хельгеланде.

## История

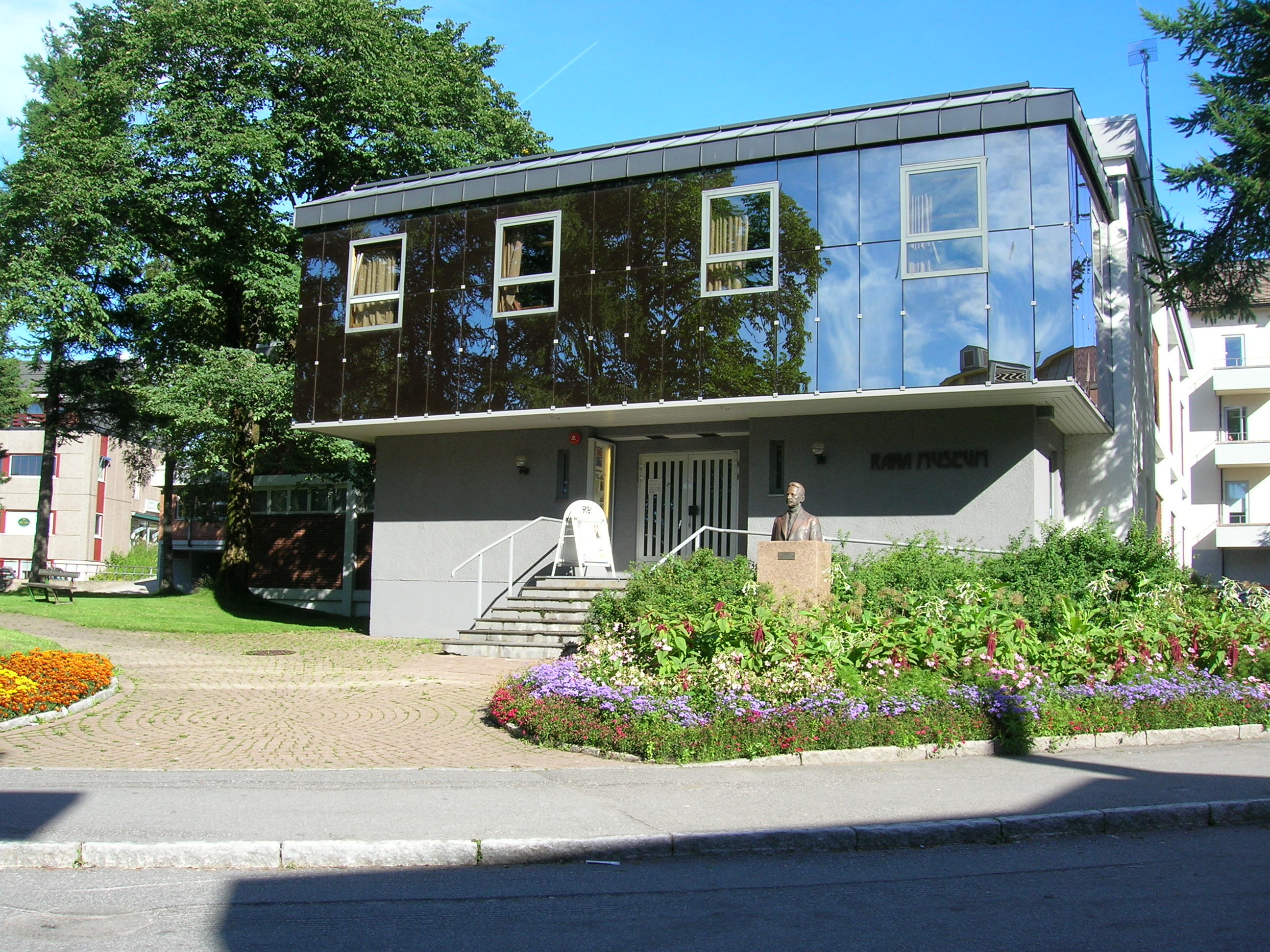
Музей Раны

После окончания Второй мировой войны и до начала 1990-х годов из-за расположенного здесь металлургического завода город был полностью зависим от тяжелой промышленности. В 1978 году на заводе работало 4,5 тыс. человек из 25 тыс., проживающих в городе. После упадка тяжёлой промышленности в городе начали развиваться новые отрасли. Город расположен на железнодорожной лини Нурланнсбанен (норв. Nordlandsbanen) и обслуживается Аэропортом Му-и-Рана, расположенным в Рёсволле.
Название Му (норв. Mo) происходит от названия старой фермы, которая была расположена возле современного города. Название фермы образовалось от старонорвежского слова Móar, которое означало песок или луг. Название Рана (норв. Rana), вероятно, тоже пришло из старонорвежского языка. Рана означает быстрый или скорый, вероятно из-за быстрой воды падающей во фьорд расположенный рядом с городом. Город являлся старым торговым центром Хельгеланда. Фермеры жили на этой территории начиная с железного века.
Горное дело, строительство лодок, охота и рыбалка являлись основными источниками дохода. Летом 1730 года в городе открылся саамский рынок. Рынок был расположен на территории земель церкви до 1810 года. В 1860 году торговец Мэйер (норв. L.A. Meyer) открыл торговый центр, получив лицензию от королевской власти. Мэйер торговал мукой, сельдью, табаком, олениной и шкурами со шведами.
Коммуна богата железной рудой и гидроэлектростанциями для производства энергии. Первая добывающая компания в Му-и-Ране, Dunderland Iron Ore Company, существовала с 1902 по 1947 год. Добывающая компания Rana Gruber была образована в 1937 году и существует до сих пор. В 1946 году парламент Норвегии утвердил планы по строительству завода по производству железа. Завод A/S Norwegian Iron Work Company (норв. A/S Norsk Jernverk) был построен возле центра города. Он производил сталь для Норвегии и других стран. Однако, в 1988 году завод был закрыт. В промышленной зоне находится 130 заводов, данная территория сейчас называется Индустриальный парк Му (норв. Mo Industripark). Заводы производят железо и сталь, развито машиностроение, научные исследования, информационные технологии и сфера обслуживания. В этих сферах занято 2000 человек.
Город Му был отделён от коммуны Му в 1923 году. В 1964 году город был соединён с коммуной Нур-Рана, частями коммун Сёр-Рана и Несна и образовал новую коммуну Рана.

## География и климат

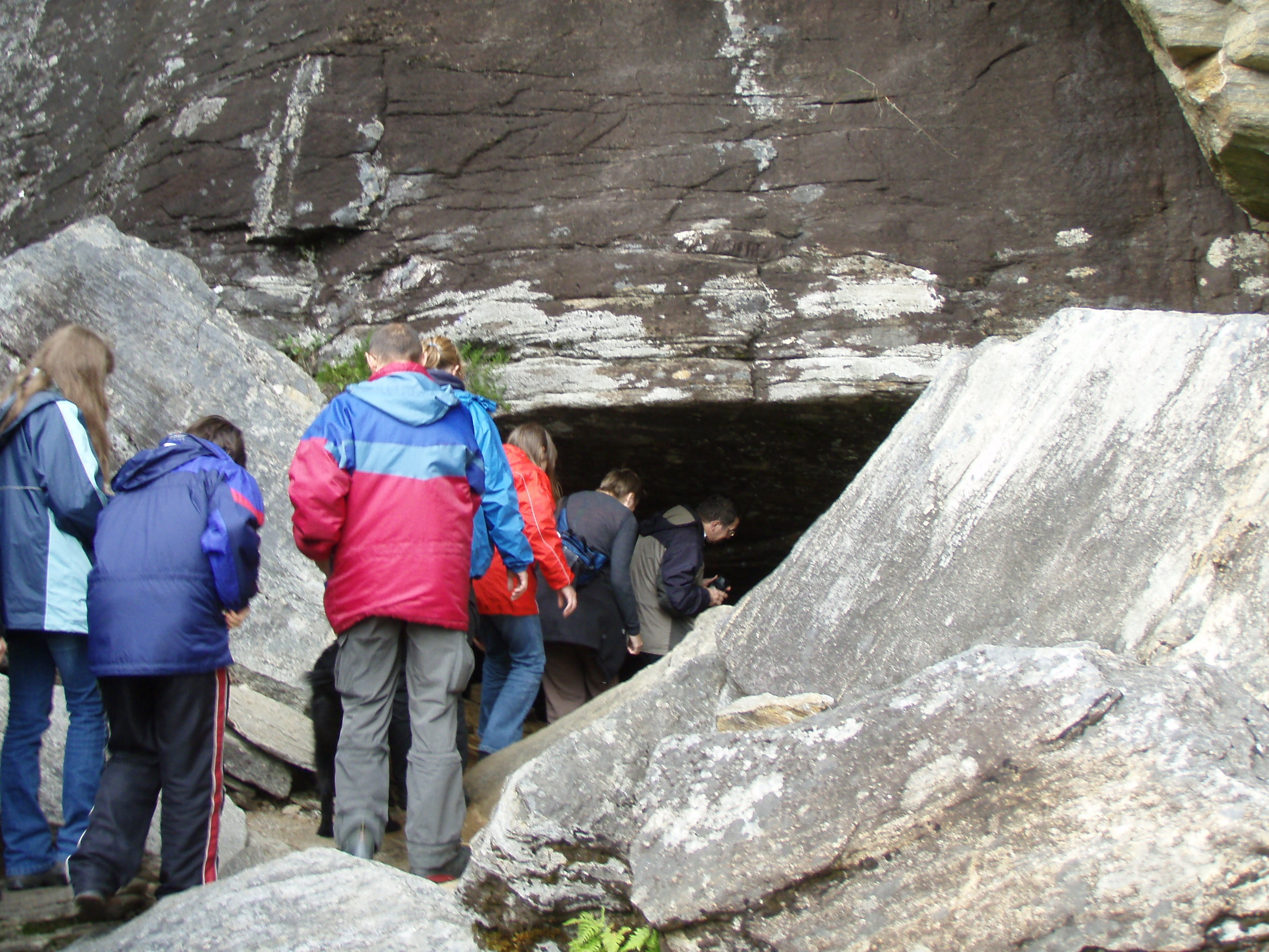
Вход в Грёнлигротта

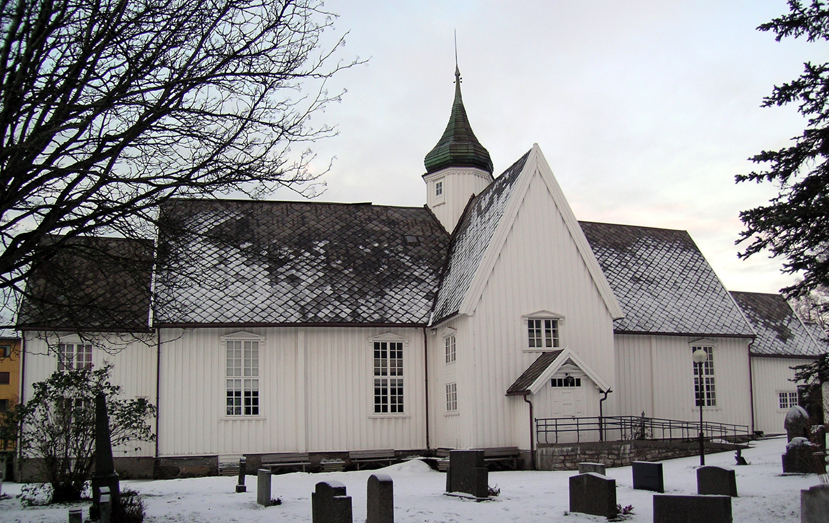
Церковь Му

Му-и-Рана расположен в устье Ранфьорда, на южной стороне гор Салтфьеллет и ледника Свартисен, второго по величине в Норвегии. Река Ранелва впадает в Ранфьорд в Му-и-Ране. Рана и Салтфьеллет знамениты своим бесчисленным количеством пещер. Две из них, Грёнлигротта и Сетергротта, открыты для посещения. Другие являются потенциально опасными: так в 2014 года в ходе несчастного случая в Юрдбругротте на глубине 110 метров погибли два финских дайвера и ещё трое получили травмы; похожая трагедия в этом же месте произошла в 2006 году, когда подъём тел погибших аквалангистов с глубины 90 метров занял три недели с привлечением спасателей из Германии и Шотландии.
Погода в Му-и-Ране изменчива. Норвежское течение (продолжение Гольфстрима) протекает вдоль всей береговой линии на севере. Течение имеет очень большое влияние на климат, помогая сохранять температуру не слишком низкой зимой, несмотря на то, что город расположен на расстоянии 70 км от береговой линии. Однако, из-за расстояния от берега, температура зимой чуть ниже, чем в городах возле берега. Погода может быть очень непредсказуемой, и изменяться очень быстро. Метели могут продолжаться в течение нескольких часов, что потенциально увеличивает трафик и приводит к отмене рейсов. В Му-и-Ране летние дни имеют очень длинный световой день, а зимние — очень короткий. Северное сияние можно увидеть на ночном небе во время зимнего сезона. Оно варьируется по интенсивности, цвету — от бело-зелёного до глубокого красного цвета, и появляется в разных формах, таких как пучок лучей, арка и драпировка.
Лето короткое, самые теплые месяцы — июль и август. Средняя 24-х часовая температура июля 13,2°С. В последние годы климат территории стал теплее. Обычно в течение лета наблюдается два или три тёплых периода, когда средняя температура находится между 20°С и 26°С днём. Период потепления может длиться от 2-х до 14-ти дней, с максимальной температурой в 31°С. Изредка температура не опускается ниже 20°С даже ночью, этот феномен называется tropenatt. Зимой солнце находится низко над горизонтом, и видимо только несколько часов в день. Горы препятствуют проникновению солнечного света, когда солнце находится низко над горизонтом, что означает, что солнце не видимо в январе. В ноябре пресная вода и реки начинают замерзать. В октябре опадает листва с деревьев и исчезают цветы. Только еловые леса остаются зелеными всю зиму. Обычными являются два или три холодных периода в течение зимы, температура опускается до −30°С. Холодные периоды обычно длятся 3-7 дней. Средний уровень осадков 1400 мм в год.
| Показатель                                | Янв. | Фев. | Март | Апр. | Май | Июнь | Июль | Авг. | Сен. | Окт. | Нояб. | Дек. |
| ----------------------------------------- | ---- | ---- | ---- | ---- | --- | ---- | ---- | ---- | ---- | ---- | ----- | ---- |
| Средний максимум, °C                      | −2   | −3   | −1   | 4    | 9   | 14   | 17   | 14   | 13   | 6    | 2     | −2   |
| Средний минимум, °C                       | −5   | −6   | −6   | 0    | 5   | 10   | 12   | 10   | 8    | 3    | −1    | −5   |
| Источник: Storm Weather Center 04.12.2009 |      |      |      |      |     |      |      |      |      |      |       |      |

## Отрасли промышленности
Завод A/S Norwegian Iron Work (норв. A/S Norsk Jernverk), основанный в 1946 году, производил сталь для страны вплоть до 1988 года, когда был разделён на несколько новых компаний. Железная мельница оказала значительное влияние на развитие города. В 1955 году население города возросло с 2 тыс. до 20 тыс. жителей. Индустриальный парк Му (норв. Mo Industripark) является одним из крупнейших в Норвегии, в нём работают около 2 тыс. человек. В городе расположена Национальная библиотека Норвегии (норв. Nasjonalbiblioteket). Энергетическая компания HelgelandsKraft является поставщиком электроэнергии для всего региона Хельгеланд. В Му-и-Ране находится филиал Норвежской телерадиокомпании (NRK), издаётся местная газета Rana Blad и находится местная радиостанция Radio 3 Rana.

## Культура

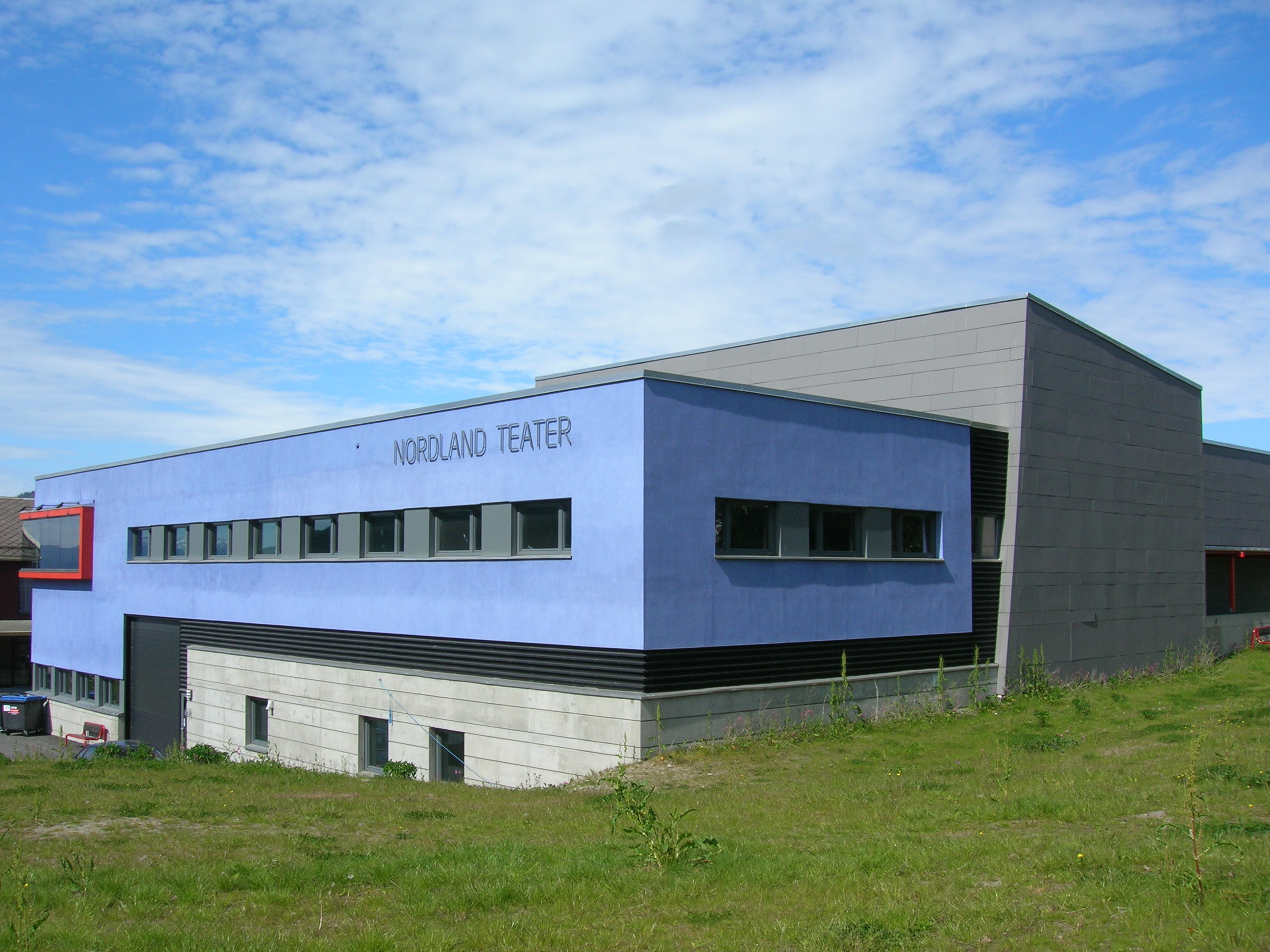
Театр Нурланна

Havmann (англ. The Man from the Sea) — скульптура выполненная из арктического гранита, находится в Ранфьорде. Она была создана в 1995 году английским скульптором Энтони Гормли. Является частью культурного ландшафта Нурланна, который расположен в центре города. Каждый год в городе проходит фестиваль Havmanndagene. Театр Нурланна — региональный театр, гастролирующий по Нурланну. Он был основан в 1979 году, и располагается в новом 3-хэтажном здании театра. Музей Раны, являющийся подразделением Музея Хельгеланда, расположен в центре города. Большинство выставок показывает ежедневную жизнь города в XX веке. В нем находится фотогалерея, насчитывающая около 80 тыс. снимков и архив местного фольклора. В музее также находится миниатюрная копия города образца около 1930 года. Музей естествознания расположен в исторической части города, известной как Мухольмен. В нем находятся выставки животного мира региона. Библиотека фюльке Нурланн расположена в городе Му-и-Рана. Гоночный трек Arctic Circle Raceway расположен в 30 км к северу от города.

## Городская церковь
Церковь является старейшим зданием в Му-и-Ране. Она была построена из дерева в 1724 году и имела 400 мест для сидения. Церковь была построена по инициативе Томаса фон Вестена, норвежского священника и миссионера, работавшего среди саамского населения. Большое количество жертв Второй мировой войны было захоронено на кладбище, которое посещают гости со всего мира в поисках своих родственников.

## Города-побратимы
- Фэрбанкс, США
- Петрозаводск, Карелия, Россия

## Известные уроженцы
- Эмили Калкенберг — норвежская биатлонистка.
- Элин Нильсен— норвежская лыжница, многократная призёрка Олимпийских игр и чемпионатов мира.
- Тронн Солльед — норвежский футболист и футбольный тренер.
- Кристин Стёрмер Стейра — норвежская лыжница.
- Лиза-Мария Утланд — норвежская футболистка.